# Rata boscana de Chingawa
La rata boscana de Chingawa (Chingawaemys rarus) és una espècie de mamífer rosegador de la família dels múrids. És endèmic d'Etiòpia, on viu prop de la frontera amb el Sudan del Sud. Es tracta de l'única espècie del gènere Chingawaemys. El seu hàbitat natural és l'últim tros de selva pluvial que resta a Etiòpia. El nom genèric Chingawaemys significa ‘ratolí de Chingawa’, mentre que el nom específic rarus significa ‘rar’ en llatí. Com que fou descoberta fa poc, l'estat de conservació d'aquesta espècie encara no ha estat avaluat formalment, però els científics que la descrigueren opinaven que corre perill per la desforestació associada al conreu de cafè.